# دارين هورن
دارين هورن (24 ديسمبر 1972 في الولايات المتحدة - ) (بالإنجليزية: Darrin Horn)‏ هو مدرب كرة سلة ولاعب كرة سلة أمريكي في مركزي مدافع مسدد الهدف وهجوم خلفي.

## وصلات خارجية
- دارين هورن على موقع كلية كرة السلة في سبورتس رفرنس.كوم (الإنجليزية)
- دارين هورن على موقع كلية كرة السلة في سبورتس رفرنس.كوم (الإنجليزية)